# Isla Cochinos
La isla Cochinos es una isla del archipiélago de Chiloé en el sur de Chile, perteneciente a la comuna de Ancud.
Es unas pequeña isla, de 19 hectáreas de superficie, aunque hay fuente que indican una superficie menor y unos 600 m de longitud. casi plana y cubierta de árboles. Sus costas son escarpadas, excepto en el extremo sudoriental, y en parte de la costa occidental que poseen playas de arena. El centro de la isla es atravesado por una hondonada que corre de este a oeste, de modo que en ambos extremos se forman elevaciones que le dan un aspecto característico. Se encuentra al norte de la desembocadura del río Pudeto, a 1,6 millas náuticas de la punta San Antonio, frente a la playa de Mutrico, y dista de la punta Ahui unas dos millas náuticas.
Dese el ESE de la isla se extendía en 1897 un banco de arena, el bajo Cochinos, que podía resultar peligroso para la navegación; asimismo, al O de su extremo norte existe una roca sumergida que puede ser riesgosa para una embarcación.
Su nombre le fue dato porque en otros tiempos era usada para la crianza de cerdos. Anteriormente se llamó Caicué y su nombre huilliche ha sido castellanizados como Coyehue. Se trata de la misma Robben-Eylandt ("isla de los lobos marinos") que se menciona en el relato de la la expedición de Hendrick Brouwer en 1643.